# كأس السوبر المصري 2017
كأس السوبر المصري 2017 هي النسخة الخامسة عشر من بطولة كأس السوبر المصري، والتي لُعبت بين الأهلي (بطل كأس مصر والدوري)؛ وبين المصري (وصيف كأس مصر)، وهذه المشاركة هي المشاركة السادسة للنادي الأهلي على التوالي.
أُقيمت المبارة يوم 12 يناير 2018 على استاد هزاع بن زايد بمدينة العين في الإمارات العربية المتحدة. تمكن الأهلي من حسم المبارة لصالحه وذلك بعد التمديد للشوطين الإضافيين بهدف نظيف وقعه المهاجم المغربي وليد أزارو في الدقيقة 101، ليحصد بذلك النادي الأهلي لقبه العاشر في هذه المسابقة.

## المباراة
| الأهلي                                                               | 0:1 (ب.و.إ.) | المصري  |
| -------------------------------------------------------------------- | ------------ | ------- |
| فتحي 21 · سعد 53 · أزارو 57 · أزارو 101' · عاشور 110 · السولية 120+1 |              | حمدي 16 |